# Atentado a la embajada de Israel en Ecuador
El ataque terrorista a la Embajada de Israel en Ecuador sucedió el 26 de noviembre de 1982, realizado por desconocidos, causando la muerte de dos policías con una civil y otra civil fue herida.

## Historia del ataque
Testigos presenciales vieron a un joven con una maleta entrando a la embajada en la mañana. Los testigos dijeron que comenzó a sacar cartuchos con dinamita y a encenderlos cuando llegó al tercer piso justo debajo de la embajada. Alguien hizo sonar la alarma del edificio advirtiendo a los israelíes para que huyeran fuera. El joven lanzó la bomba y se dio a la fuga.
Los policías Manuel Gilberto Jiménez Sota y Vicente Ramón Jiménez Torres que estaban de guardias en la entrada del edificio, regresaron al edificio para deshacerse de las bombas. 
Uno de ellos decidió y tomó las maletas que estaban en el tercer piso y bajaron tratando de ganar la puerta de salida, pero cuando estaban a 4,6 metros (15 pies) de la entrada se produjo la explosión que se escucho a varias cuadras de distancia. Vicente Jiménez que llevaba la maleta murió de inmediato a causa del impacto. Manuel se dirigía a Vicente cuando se produjo la explosión que le provocó heridas graves. Una mujer que pasaba por la calle resultó herida. A causa de la explosión provocó que una mujer en un apartamento vecino cayera por la ventana del segundo piso muriendo.
Manuel Jiménez fue trasladado al hospital debido a sus heridas, donde le amputaron ambas piernas . Murió a causa de sus heridas poco tiempo después.

## Consecuencias
Luego del ataque se atribuyó el atentado el grupo guerrillero Alfaro Vive (AVC), pero las autoridades descartaron su afirmación debido a la estructura de la bomba y concluyeron que probablemente fue acto de un grupo de medio oriente. Las autoridades creen que se llevó a cabo en relación con el conflicto del sur del Líbano entre 1985 y 2000.
La embajada fue atacada nuevamente unos meses después pero sin víctimas ni el nivel de daños que había causado el bombardeo anterior.